# San Sebastián de Urabá
San Sebastián de Urabá fue un fuerte español del siglo XVI situado en Necoclí, en Antioquia, en Colombia.  
Fundado el 20 de enero de 1510 por Alonso de Ojeda, fue el primer intento de asentamiento español en suelo continental americano. Fue abandonado poco después ante el ataque de los indígenas y un aprovisionamiento deficiente, dando lugar a la fundación de la población de Santa María de la Antigua del Darién.

## Historia

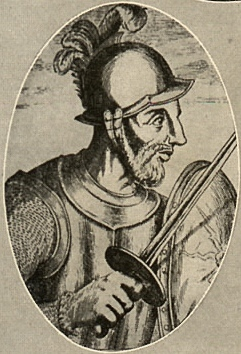
Alonso de Ojeda, fundador de San Sebastián de Urabá.

Hacia finales de 1509, el explorador y conquistador Alonso de Ojeda llegó al Urabá-Darién en calidad de gobernador de la provincia de Nueva Andalucía, la cual comprendía la región del Urabá-Darién. Comandaba una expedición que partió de Santo Domingo, compuesta por 300 hombres, con la que fundó este asentamiento de San Sebastián de Urabá, próximo a la actual localidad de Necoclí, Antioquia.
Pero rápidamente la situación en esta fundación se tornó supremamente difícil, dado que los indígenas de la zona fueron completamente hostiles con los españoles: se negaban a alimentarlos debido a su avaricia por el oro, y los combatían y diezmaban sin piedad con flechas envenenadas, una de las cuales, incluso, hirió al propio Ojeda.
Pasados ocho largos meses desde que Ojeda había partido de Santo Domingo y fundado San Sebastián, la situación en el fuerte era ya insostenible, y una prometida ayuda con refuerzos por parte del bachiller Martín Fernández de Enciso no llegaba aún. 
Ante el fracaso, Ojeda dejó encargado de la precaria instalación a Francisco Pizarro, un joven soldado por esa época, y partió de regreso a La Española. Pizarro debía defender el sitio, resistir y mantenerlo, junto con sus habitantes, durante cincuenta días, hasta que de Ojeda regresara, según anunció que haría. Pero pasaron los cincuenta días y Alonso de Ojeda jamás regresó a San Sebastián. Pizarro comenzó entonces a movilizarse igualmente para huir a La Española, cuando justamente llegó la embarcación con refuerzos de Fernández de Enciso, en donde, igualmente, venía como polizón Vasco Núñez de Balboa, otro joven que había adquirido gran popularidad entre sus compañeros gracias a su carisma y a su conocimiento previo del territorio. En cambio, con Fernández de Enciso, aunque tomó el mando del fuerte y de la situación en sucesión de Pizarro, era más apreciable el disgusto entre los hombres.
De los 300 hombres que habían llegado inicialmente con Ojeda, por estos días solo quedaban en el asentamiento 42 sobrevivientes españoles.
Desesperados los sobrevivientes, y con los refuerzos de Enciso, aceptaron la idea de Vasco Núñez de Balboa de trasladarse al lado opuesto, el occidental, del golfo de Urabá. 
Abandonaron San Sebastián de Urabá y en la nueva zona del golfo, a finales de 1510, tras apoderarse del pueblo indígena, fundaron Santa María la Antigua del Darién, en una región rodeada de indios sin flechas, ni venenos y con buenos agricultores; lo que sin duda fue una mejor opción para convertir esta nueva ciudad en una base permanente y estable de donde pudieran partir las indispensables exploraciones y expediciones de la época, como en efecto sucedió.
San Sebastián de Urabá rápidamente se borró del mapa. Tras este fracaso, Alonso de Ojeda renunció a su cargo de gobernador y no volvió a dirigir ninguna otra expedición. 
Pasó los últimos cinco años de su vida en Santo Domingo, donde vivió triste y deprimido. Luego se retiró al Monasterio de San Francisco, en donde murió poco después en 1515. Su última voluntad fue que lo sepultaran bajo la puerta mayor del monasterio, para que su tumba fuese pisada por todos los que llegaban a entrar en la iglesia, como pena por los errores que cometió en su vida.